# Transporte público en el Gran Concepción
El transporte público en el Gran Concepción comprende los distintos medios de transporte público dentro del área metropolitana del Gran Concepción, Región del Biobío, Chile. En la actualidad lo comprenden principalmente autobuses, taxis colectivos, y un sistema de tren suburbano. 
En cuanto a los autobuses, actualmente existen tres regulaciones para ellos. Dos son regulados por distintos Perímetros de Exclusión, siendo el más grande el Perímetro de Exclusión del Gran Concepción (que hasta 2023 fueron regulados por la licitación de la locomoción colectiva del Gran Concepción del año 2002), mientras que el otro es el Perímetro de Exclusión de los autobuses que conectan Concepción con la comuna de Tomé. La tercera y más antigua regulación es la de los autobuses que conectan Concepción con la "Zona del carbón" (autobuses apodados como las "Coronel-Lota" por las comunas que integran dicha zona), y que desde 2023 está en proceso la creación de su propio Perímetro de Exclusión. Existen otros autobuses que operan de forma local, los cuales no tienen una regulación especial y son autorizados por el Ministerio de Transportes y Telecomunicaciones para su funcionamiento.
Respecto al tren suburbano, desde el año 1999 está operativo el servicio Biotren, operado por EFE Sur, que en la actualidad posee dos líneas, 25 estaciones y una extensión de 66,6 kilómetros, llegando de norponiente a suroriente (mediante la línea 1), y desde la zona central del área metropolitana hacia el sur (mediante la línea 2).
Finalmente, respecto de los taxis colectivos, no existe una regulación específica, siendo los actuales operadores privados autorizados por el Ministerio de Transportes y Telecomunicaciones para su funcionamiento, sin integración con el resto del transporte público.
Institucionalmente los sistemas regulados de autobuses, junto con el Biotren, son parte del Transporte Público Metropolitano de Concepción, nombre a través del cual se agrupan dichos medios de transporte público. No obstante que originalmente esta institucionalidad era liderada por un directorio, este no sesiona desde 2015; pero a pesar de ello, este nombre institucional se continúa ocupando hasta la actualidad.
Actualmente no existe integración entre todos estos medios, por lo que el pago por viaje se hace por cada medio de transporte utilizado. El Biotren es el primer y hasta ahora único medio de transporte público del Gran Concepción en ocupar el sistema de pago electrónico, mediante la tarjeta Conecta. En todos los demás medios de transporte público (autobuses y taxis colectivos) se paga en efectivo al chofer del vehículo, lo que impide la integración. En febrero de 2024 se anunció la licitación para la implementación del pago electrónico en los autobuses del Perímetro de Exclusión del Gran Concepción durante el 2025, con lo que se prevé que de paso a la integración entre estos buses y el Biotren.

## Historia del transporte público del Gran Concepción

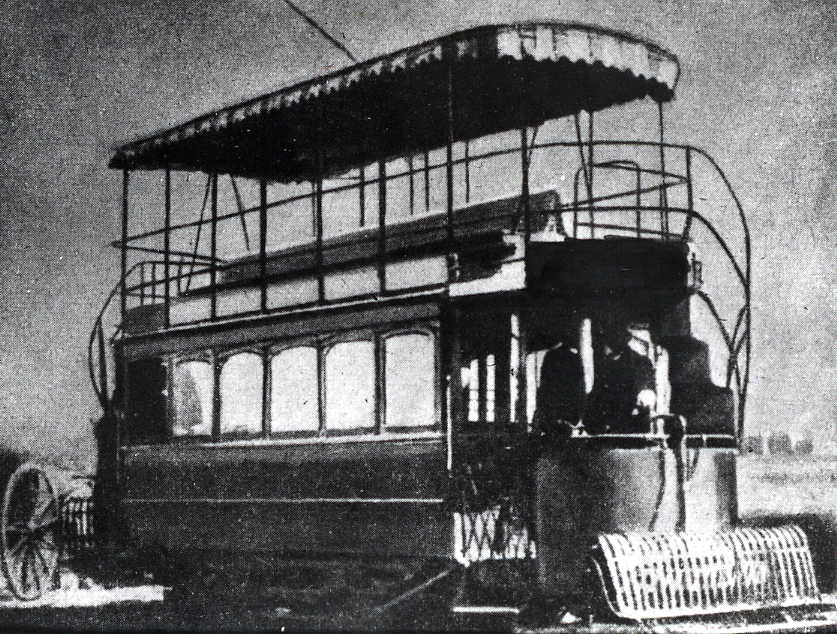
Un carro de tranvía electrificado con recorrido Concepción-Talcahuano.

El transporte público en el Gran Concepción se comenzó a desarrollar a fines del siglo XIX en la ciudad de Concepción con la introducción de los tranvías, a medida que la ciudad se iba modernizando e iba cambiando su fachada colonial. Por entonces la planificación urbana era muy distinta a la actual, no existían las comunas como se conocen ahora, y la zona metropolitana conocida como Gran Concepción no estaba constituida, al estar los sectores que actualmente la conforman aislados y distantes entre sí.
A mediados del siglo XX se afianzaron las góndolas, hasta que debido a la crisis nacional del transporte de 1957, la Empresa de Transportes Colectivos del Estado debió intervenir, proporcionando autobuses más modernos y numerosos, que ampliaron la conectividad de Concepción y sus ciudades aledañas. Con el inicio de la dictadura militar, en 1973, el transporte estatal perdió rápidamente su preponderancia, creándose numerosas líneas de buses de empresas particulares. La falta de regulación derivó en una saturación del transporte público, que acabó a comienzos del siglo XXI con la licitación de los autobuses del Gran Concepción. Posteriormente, aprovechándose el sistema de ferrocarriles de la zona metropolitana, históricamente utilizada de forma exclusiva para el uso de ferrocarriles de carga, se creó el Biotrén, como parte de un proyecto más ambicioso denominado Biovías, que se plantea como un plan y sistema integrado de transporte, que interrelaciona ferrocarriles, autobuses y bicicletas para el transporte público.

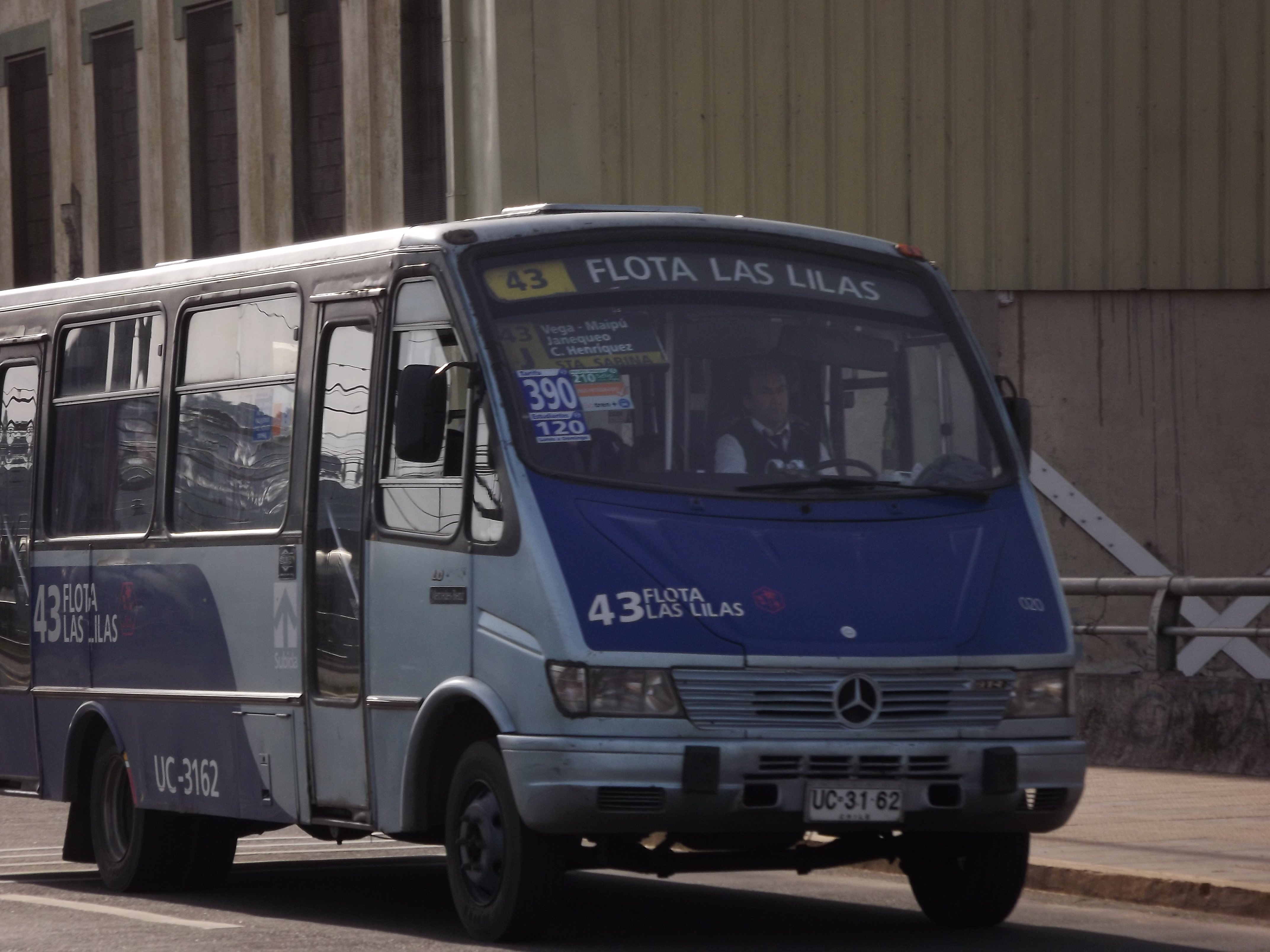
Ejemplo de un autobús licitado del Gran Concepción: Línea 43 (Flota Las Lilas) de recorrido «J».

Entre la década del 2010 y comienzos de la del 2020, la expansión urbana especialmente hacia el sur de San Pedro de la Paz (a lo largo de la Ruta 160), y los avances tecnológicos que desde Santiago se producían a través del sistema Red Metropolitana de Movilidad, comenzaron a demandar cambios en el transporte público penquista. Ante ello, el 2015 se creó un Directorio de Transporte Público Metropolitano de Concepción, el cual sesionaría por solo un año. El 2016 se inaugura la extensión de la línea 2 del Biotren llegando hasta la comuna de Coronel. El 2017 comenzó la tramitación de los perímetros de exclusión de Tomé y del Gran Concepción, este último enfocado en reemplazar la regulación existente desde el 2002. En 2019 se anuncia la creación de dos recorridos de autobuses bajo el nombre de Red Concepción de Movilidad, y con ello se anuncia la llegada de buses eléctricos de alto estándar al Gran Concepción, recorridos que originalmente se anunciaron para implementar durante el 2020; pero con la pandemia del Covid-19 su licitación se pospuso hasta 2023, anunciándose entonces que su implementación sería durante el 2024.
Producto de la pandemia del Covid-19 entre 2020 y 2022 se evidenció una disminución considerable de máquinas circulantes, lo que sumado al explosivo aumento del parque automotriz, se comenzó a hablar de una crisis vial en el Gran Concepción. Ante ello se constituyó un comité interministerial, con participación del Gobierno Regional del Biobío, EFE Sur, y los municipios del área metropolitana, bajo el nombre del Plan Más Movilidad; enfocado en coordinar acciones para el mejoramiento de la infraestructura vial y del transporte público del Gran Concepción, intentando realizar un trabajo semejante al hecho con el antiguo plan Biovías. En marzo del 2022 comienza a regir la regulación del Perímetro de Exclusión de la locomoción colectiva que conecta Concepción con Tomé, la cual hasta entonces no contaba con regulación especial. El mismo año entra en funcionamiento la aplicación para teléfonos móviles "RED Regional", el cual permite al pasajero saber la ubicación de la locomoción colectiva, primeramente de Tomé, y luego se integró la del Gran Concepción. El 1 de enero de 2024 entra en vigencia la regulación de Perímetro de Exclusión del Gran Concepción, comenzando a traspasarse desde entonces y hasta el 31 de marzo de 2024, todas las empresas operadoras de la licitación del 2002 a esta nueva regulación. El 5 de marzo de 2024 se anuncia que la licitación de la primera etapa de Red Concepción (consistente en la compra de 25 buses eléctricos de alto estándar y la construcción de una estación de carga) quedó desierta pues la única empresa que postuló no cumplió con las bases, posponiéndose sin fecha definida su implementación.

## Institucionalidad
Transporte Público Metropolitano de Concepción (también conocido por su sigla TPMC) es el nombre institucional con el que se identifica al sistema de transporte público regulado en el Gran Concepción, fundamentalmente los sistemas de autobuses urbanos regulados y el Biotren. Además, se extiende esta denominación a la red de ciclovías implementadas a través del plan Biovías (2005-2010) y las que fueron implementandose posteriormente desde el 2010 en adelante. Fuera de esta denominación están los autobuses sin regulación y los táxis colectivos.

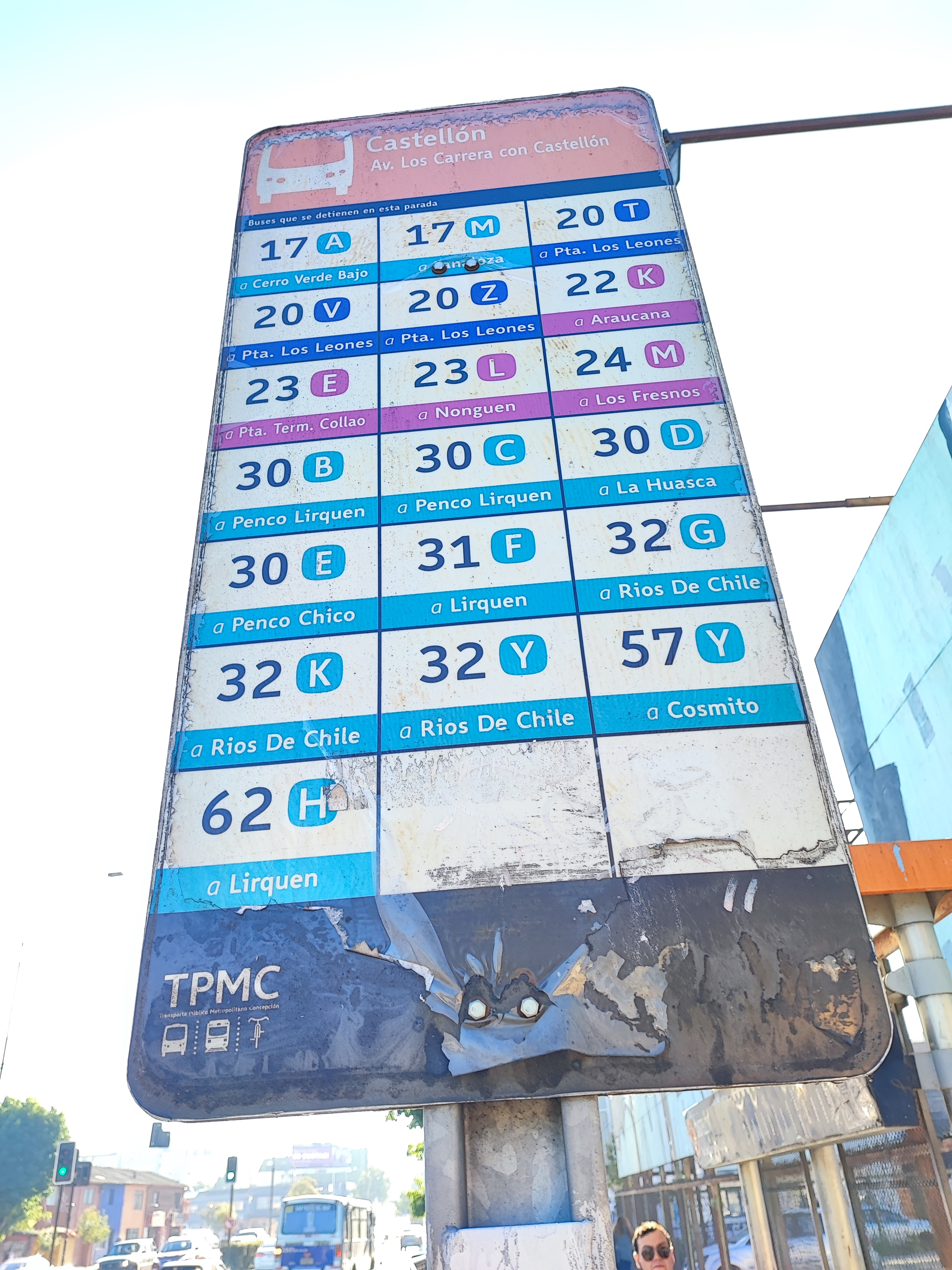
Señal de parada hecha bajo las normas gráficas del TPMC. Se identifica su sigla abajo a la izquierda.

El 6 de marzo de 2015 se constituyó el primer directorio del Transporte Público Metropolitano de Concepción, el cual estuvo compuesto por:
- El Intendente de la Región del Biobío, quien lo presidirá.
- El Secretario Regional Ministerial de Transportes y Telecomunicaciones de la región del Biobío, quien será su vicepresidente.
- El Secretario Regional Ministerial de Vivienda y Urbanismo de la región del Biobío.
- El Secretario Regional Ministerial de Obras Públicas de la región del Biobío.
- El Secretario Regional Ministerial de Bienes Nacionales de la región del Biobío.
- 5 Consejeros Regionales designados especialmente por el Consejo Regional del Biobío para este efecto.

Dicho directorio sesionó durante un año. Desde entonces, y a la fecha, no ha vuelto a sesionar.
Sin embargo, la sigla "TPMC" continúa estando presente en las señales de paradas del Gran Concepción, hechos bajo la norma gráfica emitida para el "Transporte Público del Gran Concepción", cuya última versión data de abril de 2016. La sigla es acompañada en la parte inferior de tres pictogramas, representando un bus, un tren y una bicicleta. El 2024, en virtud del Perímetro de Exclusión del Gran Concepción, el logo del "TPMC" fue implementado en la parte superior de la infografía al interior de los autobuses.
En agosto de 2023, la presidenta del Directorio de Transporte Público Metropolitano (DTP) de Santiago Paola Tapia, quien también fuera ministra de Transportes entre 2017 y 2018, en una visita en Concepción donde expuso la experiencia de la dirección santiaguina, y a partir de allí propuso la creación de un nuevo directorio del Transporte Público Metropolitano de Concepción, propuesta a la cual se sumó el Gobierno Regional del Biobío.

## Autobuses

### Aspecto generales
En cuanto a los autobuses urbanos, existen distintas regulaciones según el área abastecida. Los servicios que abastecen dentro del centro histórico del área metropolitana, así como los que se prestan para conectar Concepción con Tomé, son regulados por sus respectivos "Perímetros de Exclusión". Los servicios de autobuses urbanos hacia la zona sur del área metropolitana son regulados mediante una regulación especial. Finalmente, los servicios locales de Coronel y Lota, y los de Tomé, son servicios sin regulación especial y solo cuentan con autorización de funcionamiento por parte del Ministerio de Transportes y Telecomunicaciones.
| Regulación                                                       | Comunas                                                                           | Numeración de servicios | En vigencia desde  |
| ---------------------------------------------------------------- | --------------------------------------------------------------------------------- | ----------------------- | ------------------ |
| Perímetro de Exclusión del Gran Concepción                       | Concepción, Talcahuano, Hualpén, Penco, Chiguayante, Hualqui, San Pedro de la Paz | 02 - 90 / B02           | 1 de enero de 2024 |
| Perímetro de Exclusión de Tomé                                   | Concepción, Penco, Tomé                                                           | 401, 411 y 421          | Marzo de 2022      |
| Autobuses entre Concepción, Coronel y Lota (regulación especial) | Concepción, San Pedro de la Paz, Coronel, Lota                                    | 300 - 304               | 2012               |
| Autobuses locales de Coronel y Lota (sin regulación)             | Coronel, Lota                                                                     | —                       | —                  |
| Autobuses locales de Tomé (sin regulación)                       | Tomé                                                                              | —                       | —                  |

Además de los servicios de autobuses urbanos, existen diversos servicios rurales que conectan el Gran Concepción con aquellas comunas de la Provincia de Concepción que están fuera del área metropolitana —Santa Juana y Florida—, así como también poblados que, no obstante estar dentro de comunas del área metropolitana, se encuentran lejanos a la zona urbana —como Caleta Chome en Hualpén, o Patagual en Coronel—.

#### Zonas geográficas
Para todos los servicios regulados, se dividió el área metropolitana en 15 zonas geográficas, identificadas cada una por colores. Estos colores se disponen tanto en el Letrero Único de Recorrido (LUR) de cada vehículo, como en las señales de parada estandarizadas para el Gran Concepción, dependiendo en ambos casos del destino de cada uno de los servicios. Estas 15 zonas geográficas son:
| Color                              | Barrios e hitos |
| ---------------------------------- | --- |
| Concepción Centro (Magenta)        | Mall del Centro, Tribunales, Barrio Cívico, Galvarino, Barrio Universitario, Agüita de la Perdiz, Hospital Regional, Catedral de Concepción, Plaza de la Independencia, Mallplaza Mirador Biobío, Teatro Biobío, UdeC, Parque Ecuador, Plaza Perú, UST, Barrio Estación, Cerro Chepe, Cerro Caracol.                    |
| Concepción Oriente (Morado)        | Av. Collao, Estadio, Gimnasio Municipal, Terminal Collao, Valle Noble, Puchacay, Los Lirios, Los Fresnos, Valle Nonguén, La Araucana, Palomares, Los Queules, Lagos de Chile, U. del Bío-Bío, Zoo Concepción. |
| Concepción Norte (Negro)           | Av. Andalién, Barrio Norte, UCSC, Laguna Lo Méndez, Chillancito, USS, Laguna Las Tres Pascualas, Santa Sabina, Villa Cap, Las Princesas, Valle Alto, Valle Blanco, Lomas de San Andrés, Lomas de San Sebastián, UDLA, Teniente Merino I y II, Los Notros, Laguna Lo Galindo.                                            |
| Concepción Poniente (Amarillo oro) | Av. 21 de Mayo, Lorenzo Arenas, Laguna Redonda, Vega Monumental, Cementerio General, El Golf, Población Juan Pablo II (Pertenece a Hualpén: René Schneider, Valle Sta. María, Parque Central, UTFSM, Centro Urbano Biobío.)                                                                                             |
| Concepción Sur (Gris)              | Av. Pedro de Valdivia, Sanatorio Alemán, Templo Concepción, UDD (Pertenece a Chiguayante: Lonco, Villuco.) |
| Talcahuano Norte (Rojo)            | Av. Los Araucanos, Población La Gloria, Lobos Viejos, Nueva Los Lobos, Los Copihues, Villa Centinela 1 y 2, Mirador del Pacífico, Brisas del Mar, Vista Hermosa, Las Canchas, Hospital Naval, Caleta Tumbes. |
| Talcahuano Centro (Azul marino)    | Av. Colón, Centro de Talcahuano, Portal Talcahuano, La Poza, Puerta Los Leones, Puerto San Vicente, San Vicente, Población Gaete, Estadio El Morro, La Tortuga, Monitor Huáscar. |
| Talcahuano Sur (Burdeo)            | Higueras, Hospital Las Higueras, Las Salinas, San Marcos, Santa Marta, Perales, Denavi Sur, Estadio CAP, Villa San Martín, Huachicoop, Industrias, Huachipato, Cruz del Sur, Brisas del Sol, UNAB, Mallplaza Trébol, Casino Marina del Sol, INACAP, Aeropuerto Carriel Sur.                                             |
| Hualpén (Naranjo)                  | Av. Gran Bretaña, ENAP, Hualpén, CCU, 4 Esquinas, Peñuelas, Florestas, Padre Hurtado, Cerro Amarillo, Lan-B, Lan-C, Cuatro Canchas, Cerro Gándara, Caleta Lenga, Portal Biobío, Club Hípico, Costanera, (Pertenece a Talcahuano: Diego Portales).                                                                       |
| Chiguayante (Celeste)              | Av. Manuel Rodríguez, 8 Oriente, Los Altos, Chiguayante Sur, Museo Stom, Leonera, Los Bloques, Porvenir, Valle Piedra, Valle del Sol, Villa La Unión, Villa Cruz del Sur, Plazas del Sol, La Pradera I y II, Villa Los Presidentes, Las Américas.                                                                       |
| San Pedro de la Paz (Verde)        | Av. Michimalonco, Av. Pedro Aguirre Cerda, Anfiteatro, Teletón, Andalué, Candelaria, Boca Sur, Michaihue, Lomas Coloradas, Arauco Premium Outlet, INACAP, Francisco Coloane, El Rosario, Recodo, El Venado, San Pedro de la Costa, Villa Spring Hill, Huertos Familiares, Pioneros, Villa San Pedro, Villa Evangelista. |
| Penco (Turquesa)                   | Playa de Penco, Penco Chico, Cerro Verde, Cerro Verde Bajo, Caleta el Refugio, Lirquén, Ríos de Chile, Cosmito, Penco Oriente, Lautaro II, Jaime Lea Plaza, Villa Montahue, Altos de Mavidahue, Los Forjadores, Bellavista, Hospital de Lirquén.                                                                        |
| Hualqui (Oro)                      | Hualqui, Periquillo, Rinconada, Santa Josefina, Héroes de Chile, Villa Alonso de Ercilla, Terrazas de Hualqui, Cementerio, Villa El Sol, Gabriela Mistral, Villa Arboleda. |
| Tomé (Verde olivo)                 | Tomé, Punta de Parra, Dichato |
| Coronel y Lota (Azul ultramar)     | Coronel, Escuadrón, Lagunillas, Yobilo, Coronel Sur, Playa Blanca, Lota, Parque Lota, Colcura |

#### Normas gráficas de paradas

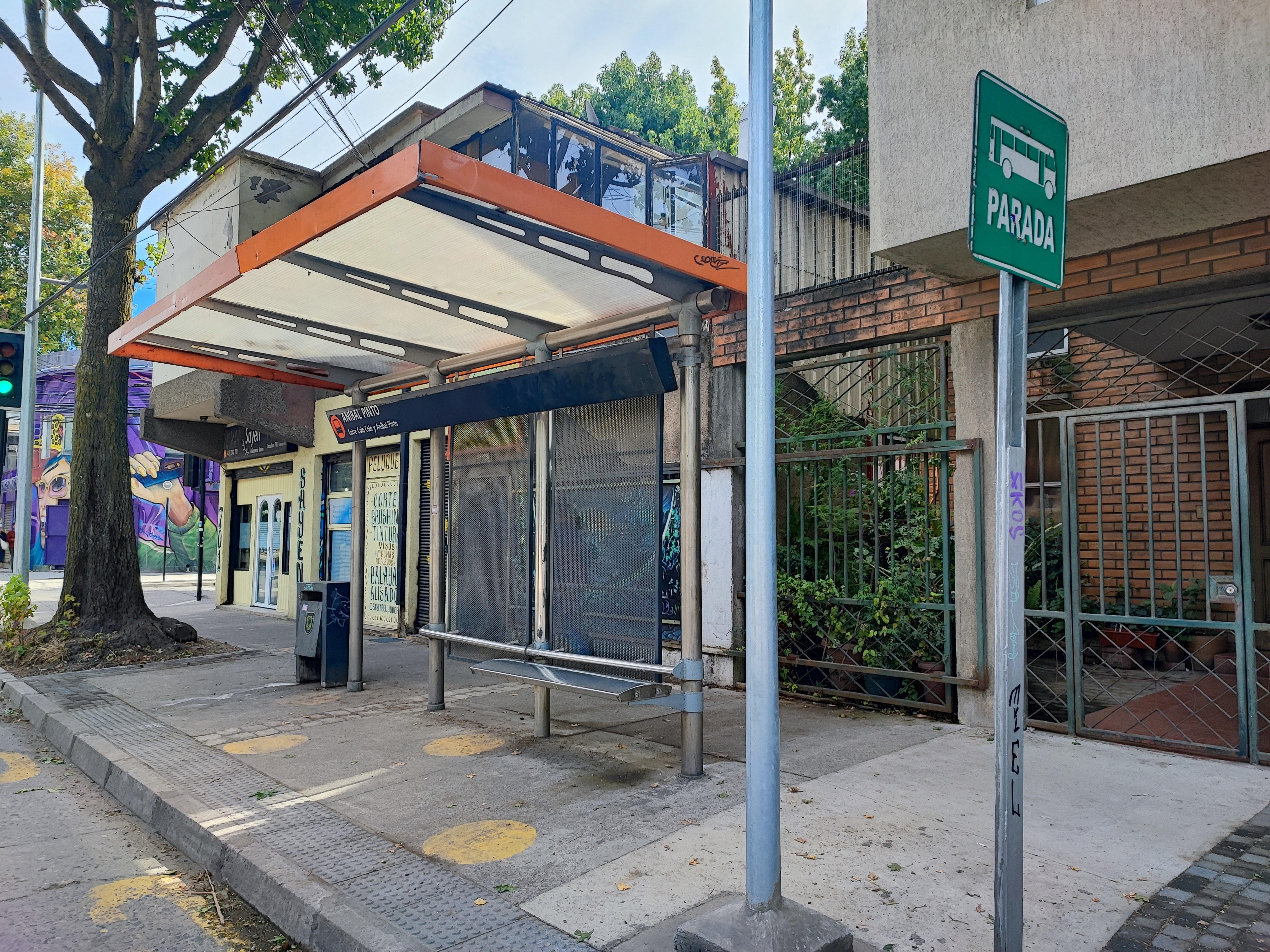
Paradero techado refaccionado de Av. Chacabuco esquina Aníbal Pinto. Posee techo naranja y cenefa según normas gráficas del TPMC, pero su señal de parada es estándar nacional (verde de fondo).

Desde 2015 se comenzó a implementar el Manual de Normas Gráficas para señales de parada del Gran Concepción, que cambia la señal de parada estándar de Chile —señal cuadrada con fondo verde, con un pictograma de un bus en la parte superior, y en la inferior la palabra "PARADA"— por uno especialmente diseñado para el área metropolitana. Su última versión es de abril de 2016.
El anverso de la señal contiene en la parte superior un pictograma identificador (bus) y el nombre de la parada, ambos sobre un fondo naranja. En la parte central van los servicios que se detienen en ella, con su destino, en un fondo blanco salvo la letra y el destino del respectivo servicio, los cuales tendrán el color del destino. En la parte inferior contiene la marca institucional del TPMC (Transporte Público Metropolitano de Concepción), junto con un enlace y código QR para reclamos, y el código de identificación del paradero, todo con un fondo negro. En letreros implementados posterior al 2023 en la parte inferior además se agrega un código QR que lleva a la aplicación de "RED Regional". El reverso, en tanto, contiene información más detallada de los servicios, identificando los principales ejes o hitos que recorre el bus. En el caso de las paradas divididas o estaciones de trasbordo se incorpora una pestaña lateral que indica los servicios que se detienen en paradas cercanas.
La información de los servicios se rellena siempre de izquierda a derecha, en orden de menor a mayor según el número de la unidad de negocio, y si una unidad de negocio tiene más de un servicio con detención en el paradero, se ordenan los servicios en orden alfabético; tanto en el anverso como reverso de la señal. Los servicios del Biobus, del Perímetro de Exclusión de Tomé y de la locomoción hacia Coronel y Lota se disponen al final de cada letrero; en los primeros dos casos en orden numérico de sus servicios, y en el caso de la locomoción hacia Coronel y Lota solo se indica en un espacio "CORONEL LOTA".
El manual de normas gráficas de las señales de parada dispone 5 tipos de letreros según la cantidad de servicios con detención en dicha parada: 1 a 2 servicios, 3 a 6 servicios, 7 a 12 servicios, 13 a 18 servicios, y 19 a 21 servicios. Los primeros dos se ordenan en filas pares, mientras que los últimos tres se ordenan en filas de a tres. En el caso de los letreros de 13 a 18, y de 19 a 21 servicios, el poste debe ocultarse implementándose otra placa para el reverso. En algunos casos, se permite la implementación de más de un letrero en el mismo paradero, dependiendo de la cantidad de servicios con detención en dicho paradero.

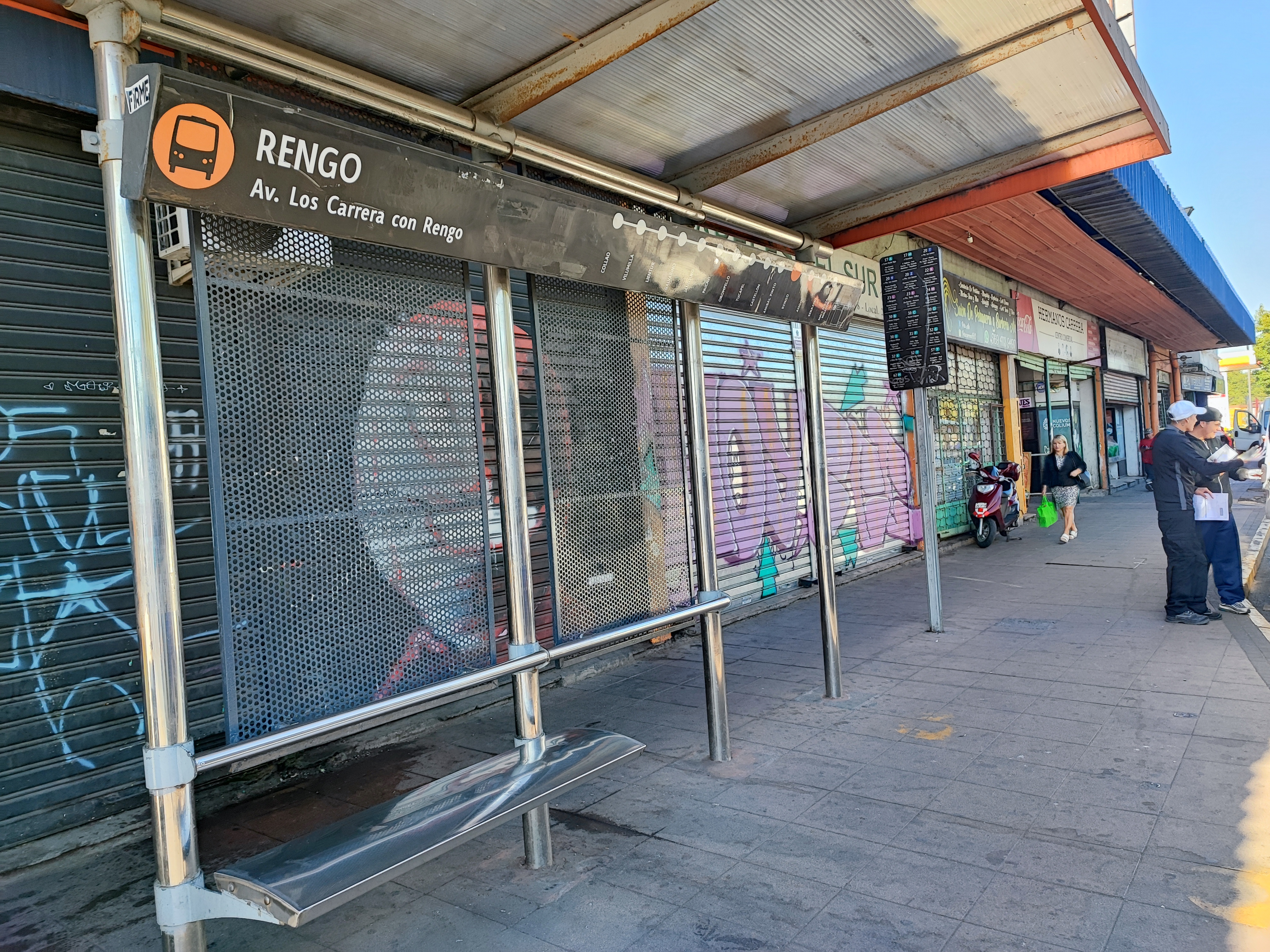
Paradero refaccionado de Av. Los Carrera (con corredor de transporte público), esquina con calle Rengo. Posee señal de parada del TPMC, techo naranja y cenefa según normas gráficas del TPMC.

Respecto a los paraderos techados, entre diciembre de 2015 y enero de 2016 se lanzó una encuesta por parte del Ministerio de Transportes y Telecomunicaciones, para que la ciudadanía pudiera elegir un diseño de paradero para el Gran Concepción entre tres opciones, anunciándose el ganador a fines de marzo de 2016, el cual fue una estructura modular semicircular, con un techo naranja, aplicaciones de madera, paneles fotovoltaicos, una cenefa informativa respecto al paradero y un panel informativo sobre los servicios.
No obstante, la implementación del modelo ganador de la encuesta se limitó a uno de los paraderos en la Autopista Concepción-Talcahuano —a un costado del Mall Plaza Trébol—, y en un pequeño tramo del corredor de transporte público de Avenida Colón entre el nudo Nobis y avenida Los Copihues en la comuna de Hualpén; ambos implementados el año 2017.
En otros casos, específicamente en corredores de Transporte Público y principales calles y avenidas, se han refaccionado paraderos techados existentes, aplicando de forma análoga el estilo de las normas gráficas para las señales de parada. La refacción ha consistido en pintar el techo en color naranja, e incorporar la cenefa informativa respecto al nombre del paradero y su ubicación. En el caso de corredores de Transporte Público se dispone en la cenefa una gráfica lineal con todos los paraderos del respectivo corredor. En avenidas o calles principales que no contaban con paraderos techados, o en avenidas en que se implementan nuevos corredores de transporte público, se han ido construyendo de manera gradual paraderos nuevos estilizados, con estructuras metálicas y mallas de aluminio.
Tanto las señales de parada acordes a las normas gráficas del TPMC, como los paraderos techados estilizados análogamente, no han sido implementados en todo el Gran Concepción. En calles con tránsito del transporte público, fuera de corredores de transporte público y principales calles o avenidas, se implementa por lo general la señal de parada estándar en Chile color verde, el pictograma identificador (bus) y la palabra "PARADA", y en caso de contar con paraderos techados, no cuentan con la cenefa informativa, y en algunos casos cuentan con techo naranja.

### Perímetro de Exclusión del Gran Concepción

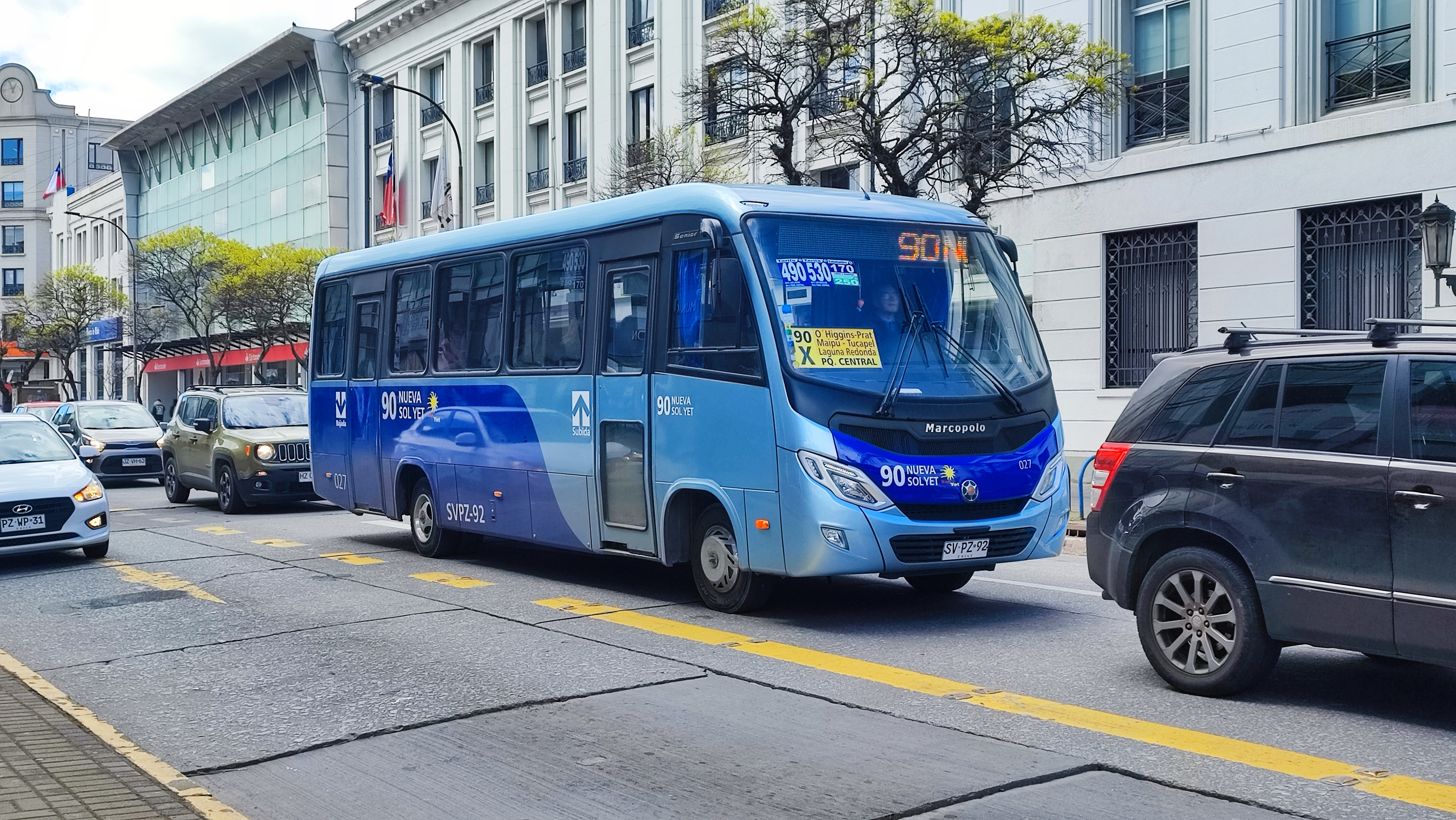
Uno de los autobuses del Perímetro de Exclusión del Gran Concepción. En este caso, corresponde a la empresa operadora Nueva Sol Yet (identificada por el número 90).

El Perímetro de Exclusión del Gran Concepción corresponde a los autobuses regulados desde el 1 de enero de 2024 que prestan servicios en la zona central del área metropolitana, abasteciendo a las comunas de Concepción, Talcahuano, Hualpén, Penco, Chiguayante, Hualqui, y San Pedro de la Paz. Se les distingue por el color de sus autobuses, los cuales son Celeste plateado metálico en la parte superior, y azul marino en la parte inferior.
Los servicios de esta regulación se encuentran dentro de 36 unidades de negocio, las cuales fueron asignadas a 35 empresas operadoras. Estas empresas fueron parte de la licitación de la locomoción colectiva del Gran Concepción del año 2002, continuando sus prestaciones bajo esta nueva modalidad. Cada unidad de negocio, numeradas en su mayoría entre el 02 al 90, tiene uno o más servicios (o recorridos), siendo estos a su vez continuadores de los recorridos existentes en la anterior regulación, salvo puntuales excepciones; y se identifican con el número de la unidad de negocio más dos letras del abecedario (exceptuando la "Ñ"), de manera tal que una letra es para el recorrido de "ida" del servicio y la otra letra es para el recorrido de "vuelta" del mismo servicio.
Existe una última unidad de negocio no numerada, identificada como "UNB0" que corresponde al Biobús, línea de buses creada el 2005 en virtud del plan Biovías. Es la única unidad de negocio cuyas máquinas son de color naranja (color identificativo del plan Biovías), y sus servicios no son en letras sino numerados como "B01" y "B02".

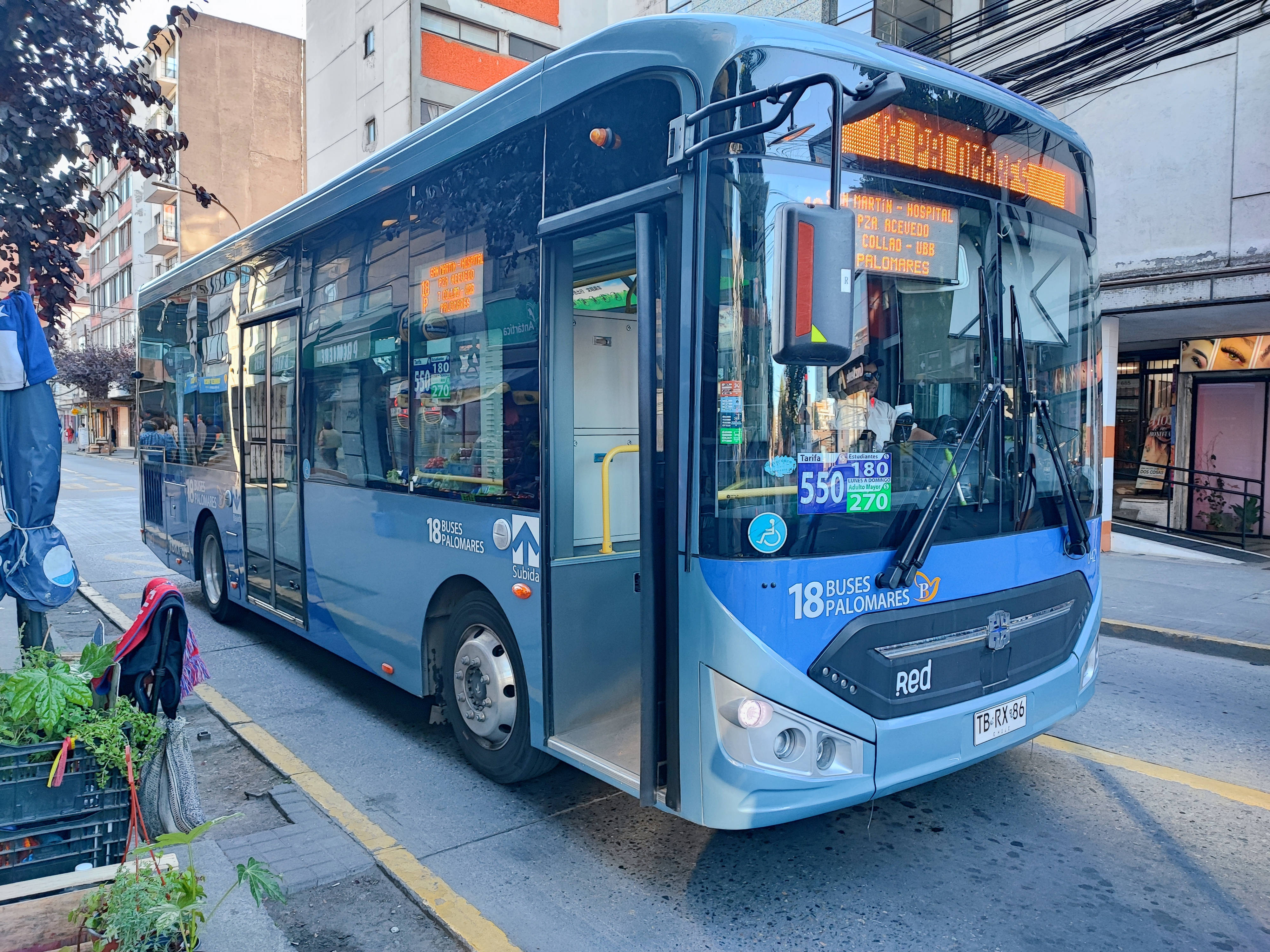
Bus de alto estándar diésel incorporado al Perímetro de Exclusión del Gran Concepción

Entre las mejoras que incorpora esta regulación, respecto a la antigua licitación del 2002, están la implementación de buses de alto estándar —llamados "estándar RED" por los buses incorporados en Santiago desde el 2019 al sistema Red Metropolitana de Movilidad—, mayor control gubernamental a las frecuencias y recorridos, y abre la posibilidad al pago electrónico.
La tarifa del pasaje es fijada mensualmente por la SEREMI de Transportes basándose en un polinomio, y dicho valor es único independiente del tramo recorrido. Existen tarifas diferenciadas para estudiantes y personas mayores. El pago del mismo se hace en efectivo al conductor de la máquina, lo que impide la integración entre autobuses y entre medios de transporte, por lo que el pasajero si toma dos o más buses debe pagar a cada uno el pasaje correspondiente. No obstante, en febrero de 2024 el Gobierno anunció que se licitará durante el año la implementación del pago electrónico en los autobuses de la locomoción colectiva regulada por los perímetros de exclusión en el Gran Concepción, mediante tarjetas y pago QR, cuya fecha estimada para ponerlo en funcionamiento será durante el año 2025. Días después del anuncio, EFE Sur indicó abrirse a la posibilidad de integrar dicho pago con el Biotren.
Las unidades de negocio y sus respectivas empresas operadoras son:
| Unidad | Empresa operadora                                                                | Identificación | N.º de recorridos |  | Unidad | Empresa operadora                                                               | Identificación | N.º de recorridos |
| ------ | -------------------------------------------------------------------------------- | -------------- | ----------------- |  | ------ | ------------------------------------------------------------------------------- | -------------- | ----------------- |
| UN02   | Transportes Hualpensan S.A.                                                      |                | 4                 |  | UN41   | Sociedad de Transportes Mini Verde SpA.                                         |                | 2                 |
| UN10   | Servicio de locomoción colectiva Vía Láctea S.A.                                 |                | 6                 |  | UN42   | Servicio de locomoción colectiva Mini Buses Hualpencillo S.A.                   |                | 2                 |
| UN11   | Sociedad de transportes Vía Futuro S.A.                                          |                | 3                 |  | UN43   | Centauro Repuestos Ltda.                                                        |                | 1                 |
| UN12   | Sociedad de transportes Nueva Sotrapel S.A.                                      |                | 2                 |  | UN44   | Comercial Centauro Ltda.                                                        |                | 2                 |
| UN13   | Transportes Vía Siglo XXI S.A.                                                   |                | 1                 |  | UN50   | Ruta Las Playas S.A.                                                            |                | 2                 |
| UN14   | Sociedad de transportes público de pasajeros Chiguayante Sur S.A.                |                | 2                 |  | UN52   | Servicios de locomoción colectiva Géminis Sur Ltda.                             |                | 1                 |
| UN16   | Transportes Vía Universo S.A.                                                    |                | 2                 |  | UN56   | Sociedad de transportes Buses Base Naval Ltda.                                  |                | 1                 |
| UN17   | Expresos Plaza del Mall S.A.                                                     |                | 3                 |  | UN60   | Transportes de pasajeros Buses Tucapel S.A.                                     |                | 3                 |
| UN18   | Sociedad de Buses Expreso Concepción - Chiguayante S.A.                          |                | 1                 |  | UN62   | Buses Primavera S.A.                                                            |                | 3                 |
| UN20   | Sociedad comercializadora y servicio de locomoción colectiva Nueva Llacolén S.A. |                | 5                 |  | UN63   | Servicio de Locomoción colectiva Rengo Lientur SpA.                             |                | 4                 |
| UN21   | Sociedad Riviera Ltda.                                                           |                | 1                 |  | UN65   | Sociedad de Transportes Buses Cóndor SpA.                                       |                | 3                 |
| UN22   | Comercializadora y servicios de locomoción colectiva San Pedro S.A.              |                | 5                 |  | UN70   | Transporte y administración Las Bahías S.A.                                     |                | 3                 |
| UN23   | Comercial San Pedro Sur S.A.                                                     |                | 5                 |  | UN71   | Servicio de locomoción colectiva Puchacay S.A.                                  |                | 1                 |
| UN24   | Servicio locomoción colectiva San Remo S.A.                                      |                | 2                 |  | UN72   | Servicio de locomoción colectiva y comercial Pedro de Valdivia Universidad S.A. |                | 2                 |
| UN30   | Ruta Las Playas S.A.                                                             |                | 5                 |  | UN80   | Sociedad Ruta Las Galaxias S.A.                                                 |                | 4                 |
| UN31   | Sociedad de Transporte de Pasajeros Ruta del Mar SpA                             |                | 1                 |  | UN81   | Sociedad de transportes e inversiones Vía del Sol S.A.                          |                | 1                 |
| UN32   | Sociedad comercial inmobiliaria Del Mar Ltda.                                    |                | 2                 |  | UN90   | Sociedad comercial de servicios y transportes Nueva Sol Yet S.A.                |                | 2                 |
| UN40   | Servicio de locomoción colectiva Las Golondrinas S.A.                            |                | 2                 |  | UNB0   | Servicio de transporte intermodal S.A.                                          | Biobús         | 1                 |

### Perímetro de exclusión de Tomé

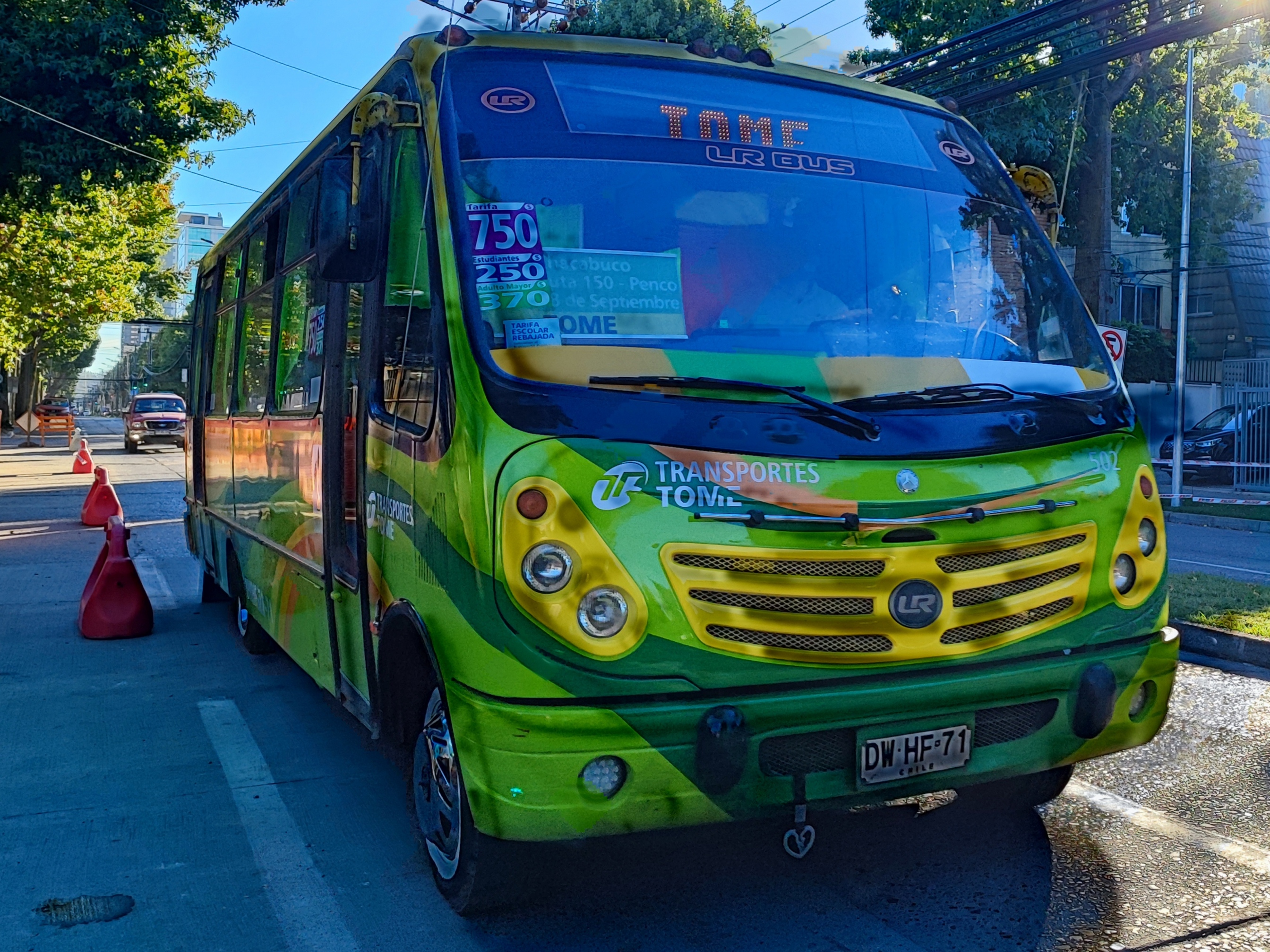
Bus del Perímetro de Exclusión de Tome, 2024

El Perímetro de Exclusión de Tomé corresponde a los autobuses regulados desde marzo de 2022 que prestan servicios desde Concepción hacia el extremo norte del área metropolitana, abasteciendo a las comunas de Concepción, Penco, y Tomé.
El Perímetro de Exclusión de Tomé implementa la Unidad de Negocio "UNBT". Esta unidad de negocio fue adjudicada para la empresa operadora Transportes Tomé S.P.A., la cual se creó a partir de la fusión de las empresas que antes de la regulación prestaban este servicio. A este operador se le asignaron dos servicios, numerados como 401 y 411, con una flota de 71 máquinas.  El 11 de noviembre de 2022, por resolución del Ministerio de Transportes, se agrega un tercer servicio identificado como 421, el cual solo opera en horarios punta complementando a los otros dos servicios.
Ambos servicios comienzan en el Terminal de Buses de la locomoción colectiva hacia Tomé, ubicado en Angol esquina avenida Manuel Rodríguez, en la comuna de Concepción; y luego pasan por avenida Chacabuco (en el recorrido de ida), avenida Los Carrera (en el recorrido de vuelta), la Plaza de Armas de Penco, la playa Bellavista y la Plaza de Armas de Tomé. El servicio 401 termina su recorrido en el sector Tomé Alto, mientras que el servicio 411 continúa hasta el balneario de Dichato. El servicio 421 termina en Av. Estadio.
| Servicios del Perímetro de Exclusión de Tomé | Servicios del Perímetro de Exclusión de Tomé | Servicios del Perímetro de Exclusión de Tomé | Servicios del Perímetro de Exclusión de Tomé | Servicios del Perímetro de Exclusión de Tomé |
| Servicio                                     | Línea                                        | Ida                                          | Regreso                                      | Comunas abastecidas                          |
| -------------------------------------------- | -------------------------------------------- | -------------------------------------------- | -------------------------------------------- | -------------------------------------------- |
| 401                                          | Transportes Tomé                             | Tomé Alto Tomé                               | Av. Rodriguez Concepción                     | Concepción - Penco - Tomé                    |
| 411                                          | Transportes Tomé                             | Dichato Tomé                                 | Av. Rodriguez Concepción                     | Concepción - Penco - Tomé                    |
| 421                                          | Transportes Tomé                             | Av. Estadio Tomé                             | Av. Rodriguez Concepción                     | Concepción - Penco - Tomé                    |

### Servicios hacia Coronel y Lota
Los autobuses que prestan servicios desde Concepción hacia las comunas de Coronel y Lota (apodados como los autobuses "Coronel-Lota") abastecen a las comunas de Concepción, San Pedro de la Paz, Coronel y Lota.
Hasta el 2012 no tenían regulación alguna. Entre los años 2012 y 2013 el Ministerio de Transportes estableció una regulación para estos servicios, aproximado a lo que luego serían los "perímetros de exclusión". Sin embargo, el 2018 se informó desde la SEREMI de Transportes y Telecomunicaciones no habían recursos para implementar un Perímetro, por lo que se mantendrían con la regulación establecida el 2012. A mediados del 2023 se confirmó que se estaba trabajando en el Perímetro de Exclusión para estos servicios, comenzando con una fase de participación ciudadana.
Si bien originalmente la regulación comenzó con 6 empresas operadoras, actualmente, los servicios desde Concepción hacia Coronel y Lota son prestadas por 4 empresas operadoras, con una flota de 231 buses.  Las empresas operadoras son:
| Servicios de la regulación autobuses entre Concepción, Coronel y Lota | Servicios de la regulación autobuses entre Concepción, Coronel y Lota | Servicios de la regulación autobuses entre Concepción, Coronel y Lota | Servicios de la regulación autobuses entre Concepción, Coronel y Lota | Servicios de la regulación autobuses entre Concepción, Coronel y Lota |
| Servicio                                                              | Línea                                                                 | Ida                                                                   | Regreso                                                               | Comunas abastecidas                                                   |
| --------------------------------------------------------------------- | --------------------------------------------------------------------- | --------------------------------------------------------------------- | --------------------------------------------------------------------- | --------------------------------------------------------------------- |
| 300                                                                   | Los Alces Transportes de pasajeros Los Alces S.A.                     | Parque Lota Lota                                                      | Collao Concepción                                                     | Concepción - San Pedro de la Paz - Coronel - Lota                     |
| 302                                                                   | Sotral Sociedad de Transportes de Pasajeros Lota S.A.                 | Parque Lota Lota                                                      | Collao Concepción                                                     | Concepción - San Pedro de la Paz - Coronel - Lota                     |
| 303                                                                   | Transportes Playa Blanca Transportes Playa Blanca S.A.                | Parque Lota Lota                                                      | Collao Concepción                                                     | Concepción - San Pedro de la Paz - Coronel - Lota                     |
| 304                                                                   | Expresos del Carbón                                                   | Parque Lota Lota                                                      | Collao Concepción                                                     | Concepción - San Pedro de la Paz - Coronel - Lota                     |

### Servicios locales entre Coronel y Lota
Existen cuatro empresas que prestan servicios de forma interna entre Coronel y Lota, los cuales no están regulados especialmente, por ende, las empresas que prestan dicho servicio se rigen por normativas dictadas por leyes y decretos generales del Ministerio de Transportes y Telecomunicaciones. En algunos de estos, sus servicios llegan hasta la localidad de Colcura, en la comuna de Lota. Estos son:
- Sociedad de Transporte de Pasajeros Lota S.A. (SOTRAL)
- Empresa de Transporte de Pasajeros Nueva Takora LTDA.
- Sociedad de Transporte de Pasajeros Nueva Ruta 160 S.A.
- Línea Playa Colcura SPA

### Servicios locales de Tomé
Los autobuses que prestan servicios dentro de la comuna de Tomé en la actualidad no están regulados especialmente, por ende, las empresas que prestan dicho servicio se rigen por normativas dictadas por leyes y decretos generales del Ministerio de Transportes y Telecomunicaciones. Abastecen únicamente a la comuna de Tomé, llegando a distintos barrios y poblados de la comuna como Punta de Parra, Cocholgüe, Dichato, Coliumo y Rafael.
Estos son:
- Ruta Los Tilos S.A.
- Ruta Costa S.A.
- Ruta Nueva Los Tilos LTDA.

### Servicios de autobuses rurales regulados
Los autobuses que prestan servicios desde el área metropolitana hacia las demás comunas de la Provincia de Concepción están por ley dentro de la categoría de "transporte público rural", y se rigen por dichas normas. Principalmente son recorridos desde Concepción hacia Florida y hacia Santa Juana, pero también existen servicios entre Lota y Santa Juana, desde Talcahuano hacia caletas al interior de su comuna, entre otros.
De entre estos servicios, existen los servicios licitados para subsidio estatal, los cuales cuentan con regulación de tarifa y rebaja para estudiantes y adultos mayores. El 31 de enero de 2024 se anunció la adjudicación a la empresa Sociedad de Transporte de Pasajeros Santa Juana Spa. para el servicio entre Concepción, con la comuna de Santa Juana, pasando por el poblado de Patagual (comuna de Coronel), que contará con 23 buses nuevos de los cuales 6 serán de alto estándar.
Los servicios licitados, desde alguna comuna del área metropolitana hacia zonas rurales son:
| Servicio | Empresa operadora                                    | Ida         | Regreso                   | Comunas / poblados abastecidos                                                                                            |
| -------- | ---------------------------------------------------- | ----------- | ------------------------- | --- |
| CTR0201  | Walter Hernán Rebolledo Figueroa                     | Hualqui     | Talcamavida Hualqui       | Hualqui (zona urbana – Quilacoya – Unihue – Chanco – Talcamavida)                                                         |
| CTR0222  | Luis Alfonso Araya Valenzuela                        | Talcahuano  | Caleta Chome Hualpén      | Talcahuano, Hualpén (Santa Eloisa – Peñuelas – Las Escaleras – Caleta Chome)                                              |
| CTR0345  | Ulda Patricia Espinoza Aguayo                        | Concepción  | Puente Seis - Roa Florida | Concepción (Centro – Juan Riquelme – puentes), Florida (Nueva Esperanza – Poñen – Roa)                                    |
| CTR0345  | Ulda Patricia Espinoza Aguayo                        | Concepción  | Florida                   | Concepción (Centro – Juan Riquelme – puentes), Florida (El Triángulo – San Valentín – El Laurel – Villamavida – El Sauco) |
| CTR0395  | Sociedad de Transporte de Pasajeros Santa Juana Spa. | Concepción  | Santa Juana               | Concepción, San Pedro de la Paz, Coronel (El Patagual), Santa Juana                                                       |
| CTR0402  | Transportes MG SPA                                   | Santa Juana | Lota                      | Lota, Coronel (Quetra – San Ricardo – Santa Rosa - El Patagual), Santa Juana (Colcura – Pileo)                            |

## Servicios ferroviarios

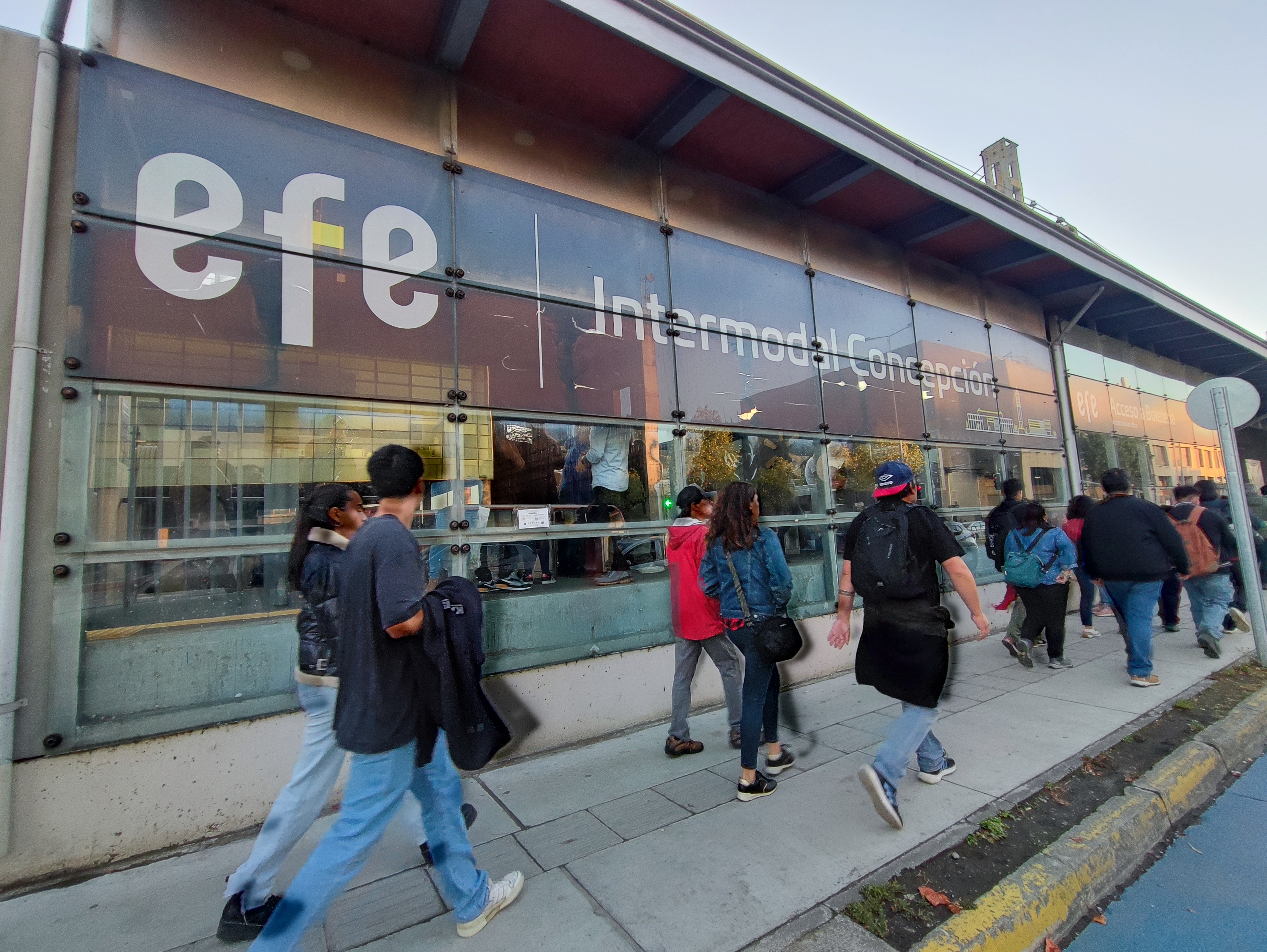
Frontis de la Estación Concepción, 2024. Es la única estación intermodal del Gran Concepción, y en el confluyen las líneas 1 y 2 del Biotren, así como el servicio Tren Talcahuano-Laja.

En el Gran Concepción existen dos servicios ferroviarios, de los cuales Biotren es el servicio de tren suburbano del área metropolitana. Además, existe el servicio Tren Talcahuano-Laja (llamado comúnmente como "Corto Laja" por su antigua denominación) que conecta el Gran Concepción con diversos pueblos rurales que bordean el Río Biobío hasta las comunas de San Rosendo y Laja, pero que dentro del área metropolitana (hasta Hualqui) funciona de la misma forma que el Biotren.
En ambos servicios, el pago del pasaje es mediante el sistema de pago electrónico, entre 2005 y 2022 mediante la tarjeta Biotren y desde 2023 a través de la tarjeta Conecta. La tarifa del pasaje es fijada por EFE Sur y varía dependiendo del tramo recorrido por el pasajero. Hasta 2019 la antigua tarjeta Biotren se podía utilizar en la línea de autobuses Biobús permitiendo la integración del pasaje. 

### Biotren
Es el servicio de cercanías del área metropolitana del Gran Concepción. Fue inaugurado el año 1999, cubriendo el tramo entre El Arenal y Chiguayante. Actualmente consta de dos líneas, con una extensión total de 66,6 kilómetros, que cuentan con 25 estaciones en total, abasteciendo a las comunas de Concepción, Talcahuano, Hualpén, Chiguayante, Hualqui, San Pedro de la Paz y Coronel.
| Línea | Ruta                 | Comunas                                                   | Km   | Duración de Ruta | Inaugurado | Última extensión o estación |
| ----- | -------------------- | --------------------------------------------------------- | ---- | ---------------- | ---------- | --------------------------- |
|       | Mercado - Hualqui    | Talcahuano - Hualpén - Concepción - Chiguayante - Hualqui | 38,2 | 65 min.          | 1999       | 2005                        |
|       | Concepción - Coronel | Concepción - San Pedro de la Paz - Coronel                | 28,4 | 45 min.          | 2005       | 2016                        |
| L3    | Concepción - Lirquén | Concepción - Penco                                        | 16   | —                | Est. 2030  | —                           |

### Tren Talcahuano - Laja
El Tren Talcahuano - Laja, antiguamente llamado Corto Laja y que hasta hoy es comúnmente llamado así, es un servicio ferroviario que conecta el Gran Concepción con la comuna de Laja, Provincia de Biobío. Hace la primera parte de su trazado (entre Talcahuano y Hualqui) a través de la línea 1 del Biotren, luego desde la estación Hualqui hasta la estación San Rosendo recorre el ramal San Rosendo - Talcahuano, el cual bordea el Río Biobío, y finaliza su recorrido ingresando unos pocos kilómetros con la Red Sur Ferroviaria para terminar en la estación Laja.

En el trazado dentro de la línea 1 del Biotren, los servicios del Tren Talcahuano - Laja prestan servicios como si fueran servicios del propio Biotren, parando en todas sus estaciones.

## Taxis colectivos

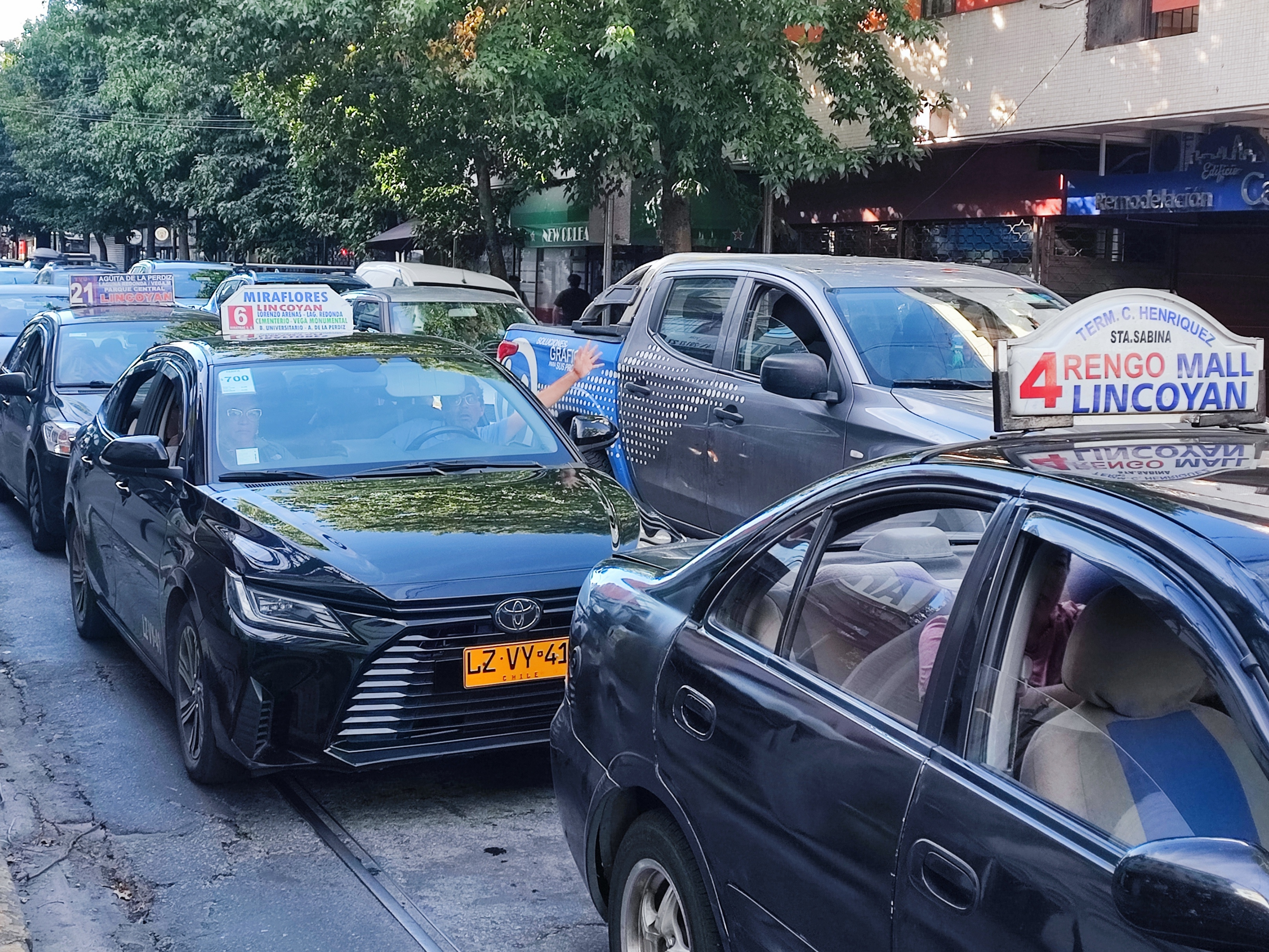
Taxis colectivos de la comuna de Concepción, transitando por calle Rengo. En la foto, líneas 4 (CostaSabin), 6 (Miraflores), y 21 variante (TRANCOL).

Los taxis colectivos del Gran Concepción no cuentan con una regulación especial, a diferencia de los autobuses. Solo se rigen por normativas generales dictadas por leyes y decretos generales del Ministerio de Transportes y Telecomunicaciones.
Estos taxis colectivos se diferencian de los taxis libres (o Radio Taxis) por su letrero de recorrido que ubican en el techo del vehículo, además que disponen en la parte frontal de su tarifa única o tarifa regular dependiendo del servicio. Respecto a esto último y al no haber una regulación especial, cada línea fija sus tarifas, ya sea una única tarifa para todo el recorrido, o una tarifa regular más tarifas especiales dependiendo del tramo del recorrido. Además, por lo general todas las líneas que operan después de las 22:00 horas (hora de Chile), tienen una tarifa nocturna la cual es más elevada que la regular. A marzo de 2024, la tarifa única o tarifa regular en los taxis colectivos, en gran parte de los servicios de la comuna de Concepción y Hualpén es de CL$ 700 (equivalente a US$ 0,71).
Existen distintos servicios en el Gran Concepción, en su mayoría son de recorridos locales (dentro de una sola comuna) pero también existen algunos que abarcan más de una comuna. La gran mayoría de los servicios son o tienen trazado en la comuna de Concepción, pero también existen en Talcahuano, Hualpén, Penco, San Pedro de la Paz, Tomé, Coronel y Lota.
| N° Línea             | Empresa                                                             | Hitos                                                                                         | Comuna de origen    | Comuna de destino   |
| -------------------- | ------------------------------------------------------------------- | --------------------------------------------------------------------------------------------- | ------------------- | ------------------- |
| Concepción / Hualpén |                                                                     |                                                                                               |                     |                     |
| 2                    | Serv. de Transportes Colectivos SETRACOL S.A.                       | Barrio Norte, Centro, Lientur, U. San Sebastián                                               | Concepción          | Concepción          |
| 3                    | Línea Taxis Colectivos SERVITAC S.A.                                | Barrio Norte, Centro, Lientur, U. San Sebastián                                               | Concepción          | Concepción          |
| 4                    | Vía CostaSabin S.A.                                                 | Mall Plaza Trébol (Talcahuano), Lomas, Barrio Norte, Centro, Camilo Henríquez                 | Concepción          | Concepción          |
| 5                    | Transportes Público Colectivos TRANSCOL P.A.C. S.A.                 | Barrio Norte, Centro, Camilo Henríquez, Villa CAP                                             | Concepción          | Concepción          |
| 6                    | Sociedad de Transporte Público de Pasajeros y Carga Miraflores S.A. | Lorenzo Arenas, Centro, Agüita de la Perdiz                                                   | Concepción          | Concepción          |
| 7                    | Sociedad de Transportes, Servicios, Inversiones y Comercio S.A.     | La Floresta, Los Copihues, Lorenzo Arenas, Centro, Collao                                     | Hualpén             | Concepción          |
| 10                   | Empresa de Transportes Costanera S.A.                               | Troncal: La Floresta, Los Copihues, Lorenzo Arenas, Centro (Rengo / Lincoyán), Collao         | Concepción          | Hualpén             |
| 10                   | Empresa de Transportes Costanera S.A.                               | Variante: Pedro del Río, Centro (Freire / San Martín), Collao                                 | Concepción          | Concepción          |
| 21                   | Transporte Colectivo TRANCOL Veintiuno LTDA.                        | Troncal: Parque Central, Lorenzo Arenas, Centro (Rengo / Tucapel), Agüita de la Perdiz        | Hualpén             | Concepción          |
| 21                   | Transporte Colectivo TRANCOL Veintiuno LTDA.                        | Variante: Parque Central, Lorenzo Arenas, Centro (Rengo / Lincoyán), Agüita de la Perdiz      | Hualpén             | Concepción          |
| 22                   | Sociedad Méndez y Rivera Ltda.                                      | Mall Plaza Trébol (Talcahuano), Lomas, Barrio Norte, Centro, Agüita de la Perdiz              | Concepción          | Concepción          |
| 27                   | Colectivos Villa CAP Rengo Lientur LTDA.                            | Barrio Norte, Centro, Camilo Henríquez Villa CAP                                              | Concepción          | Concepción          |
| 29                   | Transportes MenDriver Limitada                                      | Mall Plaza Trébol (Talcahuano), Lomas, Barrio Norte, Centro                                   | Concepción          | Concepción          |
| 32                   | Transportes Vera Peña LTDA.                                         |                                                                                               | Hualpén             | Concepción          |
| 33                   | Sociedad de Transportes Terrestres SOCOVICAM SPA.                   | Barrio Norte, Centro, Camilo Henríquez Villa CAP                                              | Concepción          | Concepción          |
| San Pedro de la Paz  |                                                                     |                                                                                               |                     |                     |
| 1                    | Sociedad de Transportes Terrestres Andalue Biotren SPA.             | Andalué, Biotren Juan Pablo II, Villa San Pedro, San Pedro del Valle, Biotren Diagonal Biobío | San Pedro de la Paz | San Pedro de la Paz |

| N° Línea   | Empresa                                                                                            | Comuna de origen | Comuna de destino |
| ---------- | -------------------------------------------------------------------------------------------------- | ---------------- | ----------------- |
| Talcahuano | |                  |                   |
| 9          | Asoc. Gremial Dueños Autos Colectivos HITAL                                                        | Talcahuano       | Talcahuano        |
| 12         | A.G. Dueños Taxis Colect. DUTAVIN                                                                  | Talcahuano       | Talcahuano        |
| 17         | S.T.I. Taxis Colectivos Talcahuano                                                                 | Talcahuano       | Talcahuano        |
| 19         | Emp. Transporte CONVENTAL Colectivo Nacional Villa Ensenada Talcahuano S.A.                        | Talcahuano       | Talcahuano        |
| 22         | Transportes e Inversiones Nacionales S.A.                                                          | Talcahuano       | Talcahuano        |
| 23         | Nva. Línea Trans. Colec. Talcahuano S.A.                                                           | Talcahuano       | Talcahuano        |
| 24         | Nueva DUTAVIN S.A.                                                                                 | Talcahuano       | Talcahuano        |
| Penco      | |                  |                   |
| 1          | Vía CostaSabin S.A.                                                                                | Penco            | Penco             |
| 2          | Transportes Los Naranjos S.A.                                                                      | Penco            | Penco             |
| Coronel    | |                  |                   |
| 1          | Sociedad de Transporte de Pasajeros Taxis Colectivos La Unión LTDA.                                | Coronel          | Coronel           |
| 3          | Empresa de Transportes Schwager S.A                                                                | Coronel          | Coronel           |
| 4          | Unidad de Transportes Coronel S.A.                                                                 | Coronel          | Coronel           |
| 5          | Empresa de Transportes Yobilo S.A.                                                                 | Coronel          | Coronel           |
| 8          | Asociación Gremial de Dueños de Taxis Colectivos Lagunillas Hospital Los Naranjos                  | Coronel          | Coronel           |
| 9          | SETACO S.A.                                                                                        | Coronel          | Coronel           |
| 14         | Sociedad de Transportes Colectivo Futuro S.A.                                                      | Coronel          | Coronel           |
| 15         | Sociedad de Transportes, Comercial y de Servicios Yobilo LTDA.                                     | Coronel          | Coronel           |
| 19         | Transportes de Pasajeros Villa Esperanza Unida LTDA.                                               | Coronel          | Coronel           |
| 20         | Sociedad de Taxis Colectivos Nueva SETACO LTDA.                                                    | Coronel          | Coronel           |
| 21         | Unidad de Transportes Coronel S.A.                                                                 | Coronel          | Coronel           |
| 22         | Juan Miguel Vega Vega Transporte Público de pasajeros EIRL                                         | Coronel          | Coronel           |
| 23         | Nueva Sociedad de Transportes Coronel LTDA                                                         | Coronel          | Coronel           |
| 24         | Sociedad de Taxis Colectivos Galilea S.A.                                                          | Coronel          | Coronel           |
| 25         | Sociedad de Transporte de Pasajeros Acuario LTDA.                                                  | Coronel          | Coronel           |
| 26         | Sociedad de Transporte de Pasajeros Renacer LTDA.                                                  | Coronel          | Coronel           |
| Lota       | |                  |                   |
| 3          | Sindicato de Trabajadores Independientes de Taxis Colectivos Línea N.º 3 Lota                      | Lota             | Lota              |
| 5          | Empresa de Transporte de Pasajeros Línea de Colectivos Caupolican LTDA.                            | Lota             | Lota              |
| 6          | Empresa de Transportes de la Reconversión Laboral LTDA.                                            | Lota             | Lota              |
| 8          | Sociedad de Transporte y Servicios Línea Dos Lota LTDA.                                            | Lota             | Lota              |
| 10         | Empresa de Transporte de Pasajeros Nueva Chiflón Azul LTDA.                                        | Lota             | Lota              |
| 11         | José Teodoro Espinoza Alarcón Transportes de Pasajeros LTDA.                                       | Lota             | Lota              |
| 12         | Sociedad de Transportes Nueva Roble Alto S.A.                                                      | Lota             | Lota              |
| 13         | Transportes Nelson Díaz Salas E.I.R.L.                                                             | Lota             | Lota              |
| 14         | Sociedad de Transportes Línea Nueve Lota LTDA.                                                     | Lota             | Lota              |
| 15         | Empresa de Transportes Nueva Libertad S.A.                                                         | Lota             | Lota              |
| Tomé       | |                  |                   |
| 1          | Línea de Taxis Colectivos El Vergel S.A.                                                           | Tomé             | Tomé              |
| 2          | Sociedad Ruta Los Tilos S.A.                                                                       | Tomé             | Tomé              |
| 3          | Costamar S.A.                                                                                      | Tomé             | Tomé              |
| 4          | Sociedad de Transportes Tomé Alto LTDA.                                                            | Tomé             | Tomé              |
| 6          | Asociación Gremial de Propietarios y Conductores Línea de Taxis Colectivos Tomé-Dichato-Villarrica | Tomé             | Tomé              |
| 10         | Sociedad de Taxis Colectivos Urbanos San Juan S.A.                                                 | Tomé             | Tomé              |
| 11         | Transporte de Pasajeros Latorre S.A.                                                               | Tomé             | Tomé              |
| 13         | Sociedad de Transportes Nueva Generación LTDA.                                                     | Tomé             | Tomé              |
| 14         | Sociedad de Taxis Colectivos del Norte y Cia. LTDA.                                                | Tomé             | Tomé              |
| 16         | Servicio de Transporte de Pasajeros El Salto LTDA.                                                 | Tomé             | Tomé              |

## Proyectos futuros
Entre los proyectos que se están trabajando para los próximos años en el Gran Concepción, en materia de Transporte Público, están:
- Red Concepción de Movilidad: servicios de autobuses urbanos eléctricos y de alto estándar, inspirado en el sistema integrado de transporte público de Santiago Red Metropolitana de Movilidad. El año 2019 se anunció la implementación de 25 autobuses distribuidos en dos servicios locales desde la Estación Intermodal Concepción hacia Valle Nonguén (Concepción) y Brisas del Sol (Talcahuano), reemplazando al Biobús.[56] El 2023 se anunció una segunda etapa, consistente en la compra de 200 autobuses distribuidos en servicios troncales, cuyos recorridos están por confirmar.[57] Se preveía entrar en operaciones el 2020,[58] sin embargo, el 2023 inició el proceso de licitación de la primera etapa,[59] la cual en marzo de 2024 quedó desierta;[60] por lo que si bien luego de ello no existe fecha cierta de entrada en operaciones, se prevé que esta sea entre 2025 y 2026.[61]
- Perímetro de Exclusión para los servicios de Concepción hacia Coronel y Lota: a lo largo del año 2023 se realizó un proceso participativo para reemplazar la actual regulación especial de estos servicios de autobuses, por un "perímetro de exclusión" que modernice la normativa.[46]
- Línea 3 del Biotren: la tercera línea del tren de cercanías Biotren —que pretende conectar la comuna de Concepción con la comuna de Penco, mediante el Ramal Rucapequén-Concepción— en mayo de 2023 inició su etapa de estudios de prefactibilidad.[62][63]
- Nuevo servicio ferroviario al Centro de Concepción[64] (conocido también como el proyecto de Metro de Concepción): inicialmente comenzó como un proyecto de ferrocarril soterrado mediante la técnica "Cut and Cover" —implementado en el tramo más antiguo de la Línea 1 del Metro de Santiago, y también en el Tren Limache-Puerto en el tramo céntrico de la comuna de Viña del Mar— a partir de un estudio realizado el 2015 por FESUR (actual EFE Sur), que pretendía atravesar la ciudad por debajo de calles O'higgins, Diagonal Pedro Aguirre Cerda, el eje Chacabuco-Roosevelt-Juan Bosco, y avenida Ignacio Collao; llegando al centro de la ciudad y principales puntos de alta concurrencia fuera del centro, como la Universidad de Concepción, el Terminal de Buses Collao y la Universidad del Biobío.[65] Sin embargo, en diciembre de 2023 se abrió la licitación bajo el nombre "Construcción de un Nuevo Servicio Ferroviario al Centro de Concepción", a través del cual se realizará un estudio con el objetivo de desarrollar "a nivel de prediseño el mejor trazado de un nuevo servicio de pasajeros que conecte el Biotrén hacia el centro de Concepción, maximizando su demanda, junto con asegurar su factibilidad técnica y económica, desde el punto de vista privado y social".[64] En la prensa se mencionó que, además del proyecto original de un ferrocarril soterrado, para el estudio se consideran como opciones un tranvía, o derechamente un metro subterráneo —mediante el sistema tradicional de túneles, como en las líneas más nuevas del Metro de Santiago como las líneas 3 y 6—.[66]
- Teleférico de Talcahuano: servicio de teleférico que conectará la estación Mercado del Biotren con los cerros de la comuna de Talcahuano. En julio de 2023 se anunció el comienzo del estudio de prefactibilidad para la concreción del proyecto.[67]